# Elmet
Elmet var ett brittiskt kungadöme i norra England från tiden efter att romarna lämnade Storbritannien tills de blev erövrade av Deira omkring 625. Då det var brittisk verkar de ha behållit kristendomen även efter romarrikets fall.
Under åtminstone den senare delen av dess historia fungerade Barwick-in-Elmet som huvudstad.